# Castanopsis
Castanopsis, thường được gọi là chonthapin hoặc chinkapin, là một chi của thường xanh thuộc họ cây sồi, Fagaceae. Chi này chứa khoảng 120 loài, ngày nay bị giới hạn ở miền đông nhiệt đới và cận nhiệt đới Châu Á. Tổng cộng có 58 loài có nguồn gốc từ Trung Quốc, với 30 đặc hữu; các loài khác xuất hiện xa hơn về phía nam, qua Đông Dương đến Indonesia, khu vực miền núi Đài Loan, và cả ở Nhật Bản. Tên tiếng Anh chinkapin được chia sẻ với các nhà máy liên quan khác, bao gồm cả chinkapin vàng của Thái Bình Dương Hoa Kỳ, đôi khi được bao gồm trong  Castanopsis  nhưng thường được coi là riêng biệt nhưng có liên quan rất chặt chẽ chi,  Chrysolepis .
Họ cho thấy nhiều nhân vật điển hình của Fagaceae. Chúng ít nhất là cây bụi lớn nhưng một số loài phát triển thành cây có kích thước lớn. Lá của chúng thường cứng và nhiều sclerotized và có cuticula phát triển tốt. Hoa của họ là đơn giản, và những người đàn ông được sinh ra trong catkin s. Những bông hoa cái epigynous tạo ra một hạt duy nhất nhưng được tập hợp thành cụm nhỏ. Fruit là một calybium, loại được bọc nut điển hình của Fagaceae.

## Loài được chọn
- Castanopsis acuminatissima (Blume) A. DC. (= Castanea acuminatissima Blume, Quercus junghuhnii Miq.)
- Castanopsis argentea (Blume) A. DC. (= Castanea argentea (Blume) Blume)
- Castanopsis argyrophylla King ex Hook. f.

- Castanopsis borneensis King
- Castanopsis buruana Miq.
- Castanopsis calathiformis

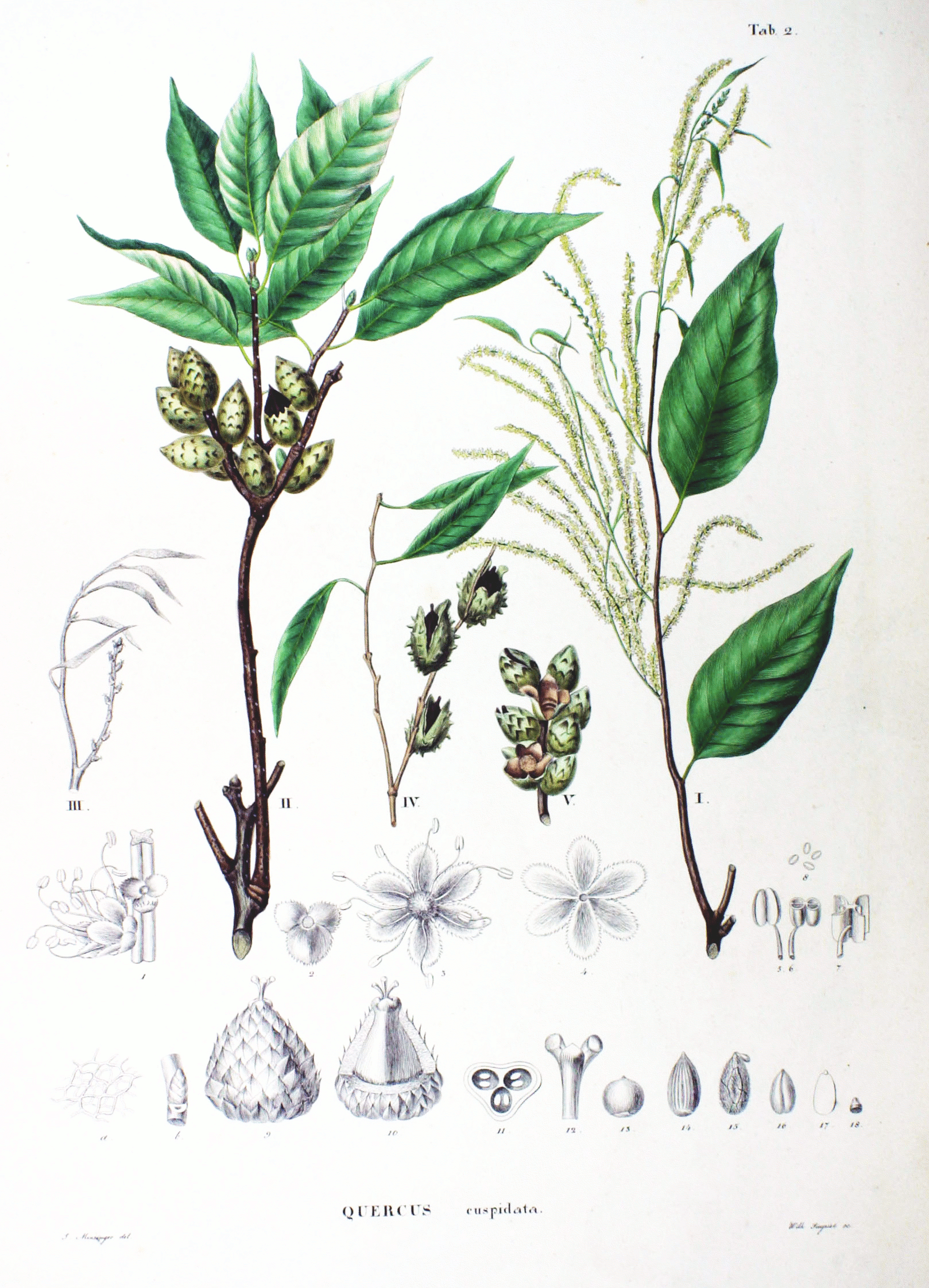
Shii (Castanopsis cuspidata) parts drawing

- Castanopsis carlesii (Hemsl.) Hayata (= Quercus carlesii Hemsl.)
- Castanopsis catappaefolia
- Castanopsis ceratacantha
- Castanopsis cerebrina
- Castanopsis choboensis
- Castanopsis chunii
- Castanopsis clarkei
- Castanopsis clemensii Soepadmo
- Castanopsis concinna
- Castanopsis costata (Blume) A.DC.
- Castanopsis crassifolia
- Castanopsis curtisii
- Castanopsis cuspidata – Japanese Chinquapin, shii
- Castanopsis delavayi Franch.
- Castanopsis densinervia Soepadmo
- Castanopsis diversifolia (Kurz) King ex Hook. f. (= Castanea diversifolia Kurz)
- Castanopsis endertii Hatus. ex Soepadmo
- Castanopsis evansii Elmer
- Castanopsis eyrei (Champ. ex Benth.) Tutcher (= Castanopsis caudata Franch., Quercus eyrei Champ. ex Benth.)
- Castanopsis fabri Hance (= Castanopsis stellatospina Hayata)
- Castanopsis fargesii Franch. (= Castanopsis taiwaniana Hayata)
- Castanopsis fissa
- Castanopsis fordii
- Castanopsis foxworthyi Schottky
- Castanopsis fulva Gamble
- Castanopsis globigemmata
- Castanopsis hainanensis
- Castanopsis hypophoenicea (Seemen) Soepadmo
- Castanopsis hystrix
- Castanopsis indica (Roxb. ex Lindl.) A. DC.
- Castanopsis inermis (Lindl.) Benth. & Hook. f. (= Callaeocarpus sumatrana Miq., Castanea inermis Lindl., Castanopsis sumatrana (Miq.) A. DC.)
- Castanopsis javanica (Blume) A. DC. (= Castanea javanica (Blume) Blume, Fagus javanica Blume, Quercus discocarpa Hance, Quercus javanica (Blume) Drake)
- Castanopsis kawakamii
- Castanopsis kweichowensis
- Castanopsis lamontii
- Castanopsis lanceifolia (Kurz) Hickel & A. Camus
- Castanopsis longzhouica
- Castanopsis lucida (Nees) Soepadmo
- Castanopsis megacarpa Gamble
- Castanopsis mekongensis

- Castanopsis microphylla Soepadmo
- Castanopsis motleyana King
- Castanopsis nephelioides
- Castanopsis oligoneura Soepadmo
- Castanopsis orthacantha
- Castanopsis ouonbiensis
- Castanopsis oviformis Soepadmo
- Castanopsis paucispina Soepadmo
- Castanopsis pedunculata Soepadmo

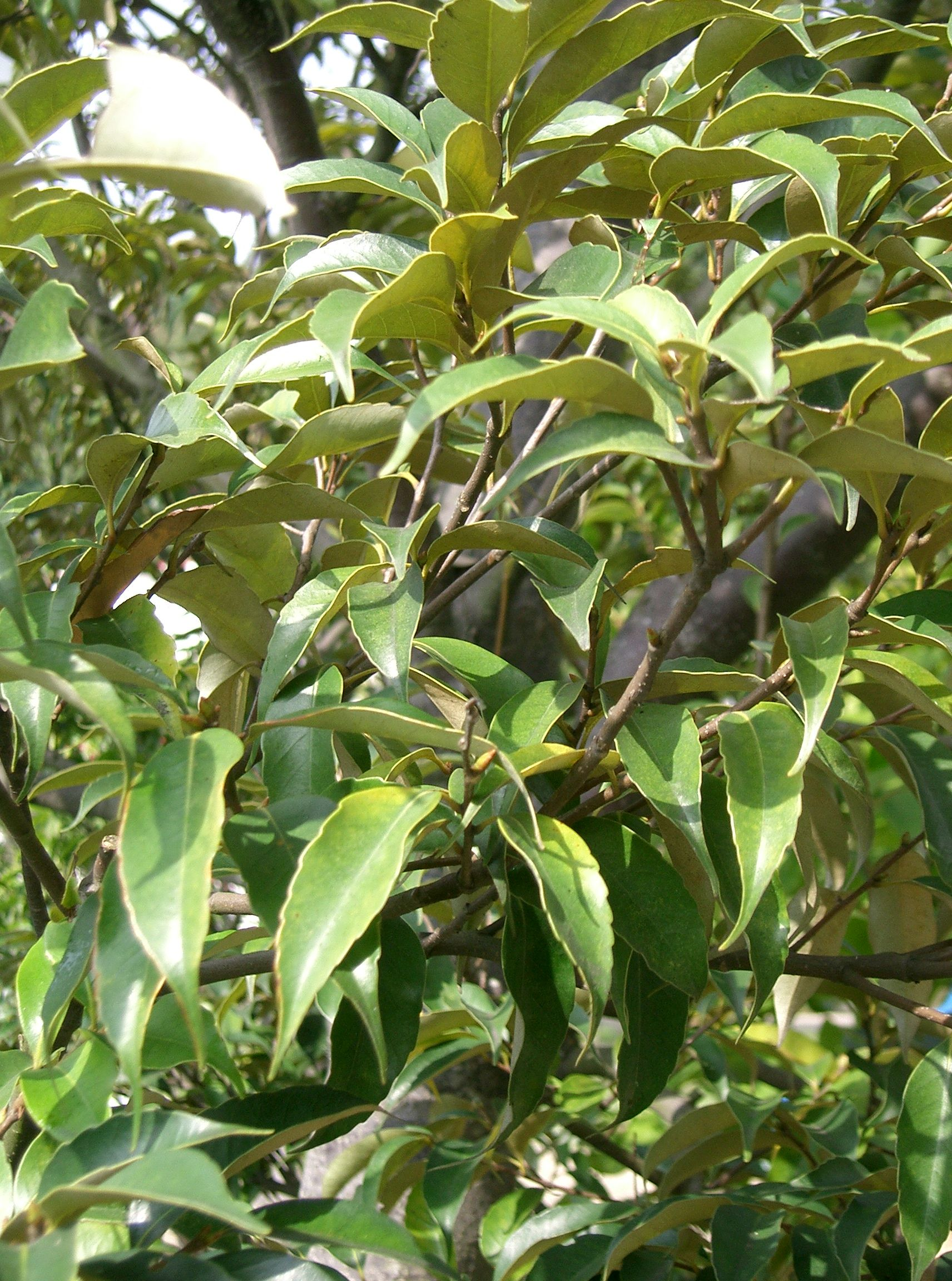
Castanopsis sieboldii leaves

- Castanopsis philipensis (Blanco) S. Vidal (= Fagus philipensis Blanco)
- Castanopsis platyacantha
- Castanopsis psilophylla Soepadmo
- Castanopsis rockii
- Castanopsis sclerophylla (Lindl. & Paxton) Schottky (= Quercus chinensis C. Abel, Quercus sclerophylla Lindl. & Paxton)
- Castanopsis scortechinii
- Castanopsis sieboldii (Makino) Hatus. (= Castanopsis cuspidata var. sieboldii (Makino) Nakai, Pasania cuspidata var. sieboldii Makino)
- Castanopsis tessellata Hickel & A. Camus
- Castanopsis tibetana Hance)
- Castanopsis tribuloides (Sm.) A. DC. (= Quercus tribuloides Sm.)
- Castanopsis tungurrut (Blume) A. DC. (= Castanea tungurrut Blume)
- Castanopsis uraiana
- Castanopsis wallichii
- Castanopsis wattii
- Castanopsis xichouensis